# 10203 Flinders
10203 Flinders eller 1997 PQ är en asteroid i huvudbältet som upptäcktes den 1 augusti 1997 av den australiensiske astronomen Frank B. Zoltowski i Woomera. Den är uppkallad efter den brittiske kaptenen Matthew Flinders.
Asteroiden har en diameter på ungefär 4 kilometer.